# Station Dębica Wąskotorowa
Station Dębica Wąskotorowa is een spoorwegstation in de Poolse plaats Dębica.